# Hang Padirac

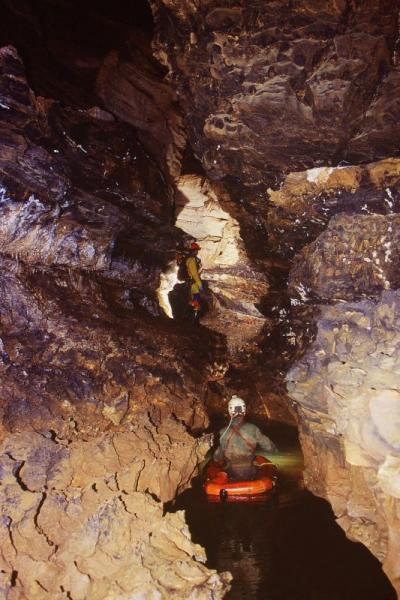
Hang Padirac

Gouffre de Padirac là một hang động nằm gần Gramat, trong tỉnh Lot, nước Pháp.
Những du khách đầu tiên đến thăm các hang động vào ngày 01 tháng 11 năm 1898, tuy nhiên hang này đã được chính thức mở cửa cho du lịch trên 10 Tháng 4, 1899 bởi Georges Leygues, thủ tướng Pháp thứ 87 (sau đó được gọi là chủ tịch hội đồng). Ngày nay, mặc dù hệ thống hang động được tạo thành từ hơn 40 km đường hầm, chỉ có 2 km đã được mở cho du lịch.
Kể từ những năm 1930, du khách có thể vào hệ thống hang động ngầm xuống 75 m bằng thang máy hoặc cầu thang, và sau đó khám phá hệ thống hang động đi bộ và bằng thuyền.
Padirac giữ kỷ lục cho các cơ sở du lịch thường xuyên truy cập ngầm ở Pháp. Hơn 350.000 du khách mỗi năm, và đã từng đạt mức 460.000 vào năm 1991. 
Hệ thống hang động lần đầu tiên được Édouard-Alfred Martel khám phá năm 1889. Công lao cho việc mở hệ thống hang động là nhờ Guy de Lavaur (1903-1986), người đã tới Padirac vào năm 1938 và có thể đi vào sâu 15 km.